# Løkken-Vrå kommun
Løkken-Vrå kommun var fram till kommunreformen 2007 en kommun i Nordjyllands amt i Danmark. Kommunen är numera en del av Hjørrings kommun och i området finns bland annat fiskeläget och badorten Løkken.